# Мераго (Фрозиноне)
Мераго је насеље у Италији у округу Фрозиноне, региону Лацио.
Према процени из 2011. у насељу је живело 62 становника. Насеље се налази на надморској висини од 387 м.